# Haematopota splendens
Haematopota splendens är en tvåvingeart som beskrevs av Schuurmans Stekhoven 1926. Haematopota splendens ingår i släktet Haematopota och familjen bromsar. Inga underarter finns listade i Catalogue of Life.